# Сапонит
Сапони́т (от лат. sapo, родительный падеж saponis — мыло), или мыльный камень (частично устар.) — минерал из подкласса слоистых силикатов, группы монтмориллонита; химический состав NaMg3[AISi3O10](OH)2.4H2O. В виде изоморфной примеси содержит Fe, иногда Cr, а также Ni, Zn, Cu, Li и др. Кристаллизуется в моноклинной системе. Сапонит — природный сорбент, обладает высокими адсорбционными, ионообменными, каталитическими и фильтрационными свойствами. Порода сапонита — аргиллитоподобный минерал темно-красного, иногда тёмно-рыжего цвета, без запаха и вкуса.
Минерал сапонит относится к группе триоктаэдрических магниевых смектитов, с относительно крупной кристаллической решеткой. Сапонит Варваровского месторождения является разновидностью обширного семейства бентонитов и относится к группе монтмориллонитов, с более высоким содержанием магния MgO, в котором алюминий Al3+ почти полностью замещён на магний Mg2+, а кремний Si4+, частично замещен Al3+. Сапонит является вмещающей породой Ломоносовского месторождения алмазов, крупнейшего коренного в Европейской части Российской Федерации. Масштабная сапонитизация кимберлитовых пород отрицательно воздействует на природную среду при накоплении сапонитовых отходов обогащения в хвостохранилищах.
Одним из основных направлений утилизации сапонитовых отходов является получение строительных материалов, а именно продуктов обжига (кирпич, керамзит), а также использование отходов обогащения как сырья для производства цемента. Применение сапонитсодержащей суспензии в качестве удобрений происходит по аналогии с доломитовой и известковой мукой, то есть в виде измельченного твёрдого осадка. Измельчение происходит в процессе приготовления сырьевой массы для получения портландцемента, вследствие чего нет необходимости в дополнительных операциях по измельчению и в ходе одного производственного процесса решаются две разные технические задачи.

## Химический состав
Сапонит представлен такими основными элементами:
SiO2: 42,18 — 54,56 %; TiO2: 1,05 — 1,85 %; Al2O3:12,2 — 14,96 %; Fe2O3: 10,10 — 15,44 %; FeO: 0,72 — 1,3 %; MgO: 7,02 — 13,43 %; Mn2O7: 0,11 — 0,33 %; CaO: 1,01 — 10,62 %; Na2O: 0,1 — 1,0 %; K2O: 0,19 — 2,91 %; P2O5: 0,083 — 0,236 %.

## Физические характеристики сапонита
- удельный вес — 2700-3150 кг/м³;
- насыпной вес — 960 кг/м³;
- коллоидность — 11,7–12,2 %;
- органические добавки — 0,16 %;
- набухание — 5,6 %;
- пластичность — 28,4 %;
- связанная вода — 25,9 %;
- скорость капиллярного просачивания — 0,08 см/с;
- огнестойкость — 1280—1300 ºС;
- pH — 7,6;
- электрокинетический потенциал при pH = 6–7;
- адсорбция по Сs 134 — 99,5 %;
- адсорбция по Sr 90 — 59 %.